# Winchester (hrabstwo Cheshire)
Winchester – jednostka osadnicza w Stanach Zjednoczonych, w stanie New Hampshire, w hrabstwie Cheshire.